# آرام خلیلی
آرام خلیلی (زادهٔ ۲۷ تیر ۱۳۶۸ در بوکان) فوتبالیست ایرانی‌تبار کُرد که بازیکن تیم‌های نروژی است. او به عنوان مهاجم هم‌اکنون در تیم دسته سومی استراندن نروژ بازی می‌کند.

## زندگی‌نامه
خلیلی متولد ۱۸ ژوئیه ۱۹۸۹ در شهر بوکان است که از ۲۰ سال قبل و درحالی که تنها ۸ سال سنّ داشت، به همراه خانوادهٔ خود به کشور نروژ مهاجرت کرده‌است. خلیلی از پدر و مادری کاملاً ایرانی و کردتبار متولد شده‌است. آرام خلیلی یکی از بازیکنان ایرانی‌تبار شاغل در فوتبال اروپا و از جمله بازیکنان لژیونری تیم بودو گلیمت نروژ است که برای دعوت به تیم ملّی ایران مورد توجه کارلوس کی روش سرمربی نامدار و پرتغالی تیم ملّی ایران در سال ۲۰۱۱ قرارگرفت. 
آرام خلیلی در گفتگو با یک روزنامه‌نگار ایرانی در نرو‍ژ گفت که از ایران چند پیشنهاد دارم که جدی‌ترین این پیشنهادها تیم تراکتور است البته بنده به وسیله عقیل اعتمادی این تیم را می‌شناسم. او ادامه می‌دهد که شاید هم با تیم بودو/ گلیمت به توافق برسد و فصل بعد هم در نروژ بماند او در ادامه صحبت‌هایش ابراز علاقه خود را نسبت به حضور در تیم ملی اعلام کرده‌است.

## امتیازات
در فصل جاری (۲۰۱۱) در ۲۹ بازی لیگ و جام حذفی با پیراهن شماره ۱۰ برای تیم «بودو گلیمت» به میدان رفته و ۱۱ گل نیز برای این تیم به ثمر رسانده‌است. این تیم در حال حاضردر لیگ ۱۶ تیمی باشگاه‌های نروژ تعداد ۲۶ بازی انجام داده که با ۱۲ برد، ۷ مساوی و ۷ باخت با ۴۳ امتیاز در مقام ششم جدول رده‌بندی جای دارد. گل‌های زیبایی که آرام خلیلی در این فصل برای تیمش به ثمر رسانده، موجب شده تا او مورد توجه «کارلوس کی روش» سرمربی تیم ایران قرار بگیرد. خلیلی از سال ۲۰۰۷ تا ۲۰۰۹ عضو تیم ملّی زیر ۲۱ ساله‌های نروژ هم بوده که ۱۰ بازی ملّی برای آن تیم انجام داده و۳ گل ملّی نیز در کارنامه افتخارات او ثبت شده‌است.